# تارنوبزک
تارنوبزک شهری است در جنوب شرقی لهستان. در سال ۲۰۰۹ جمعیت شهر در حدود ۵۰ هزار نفر بود.

## نگارخانه

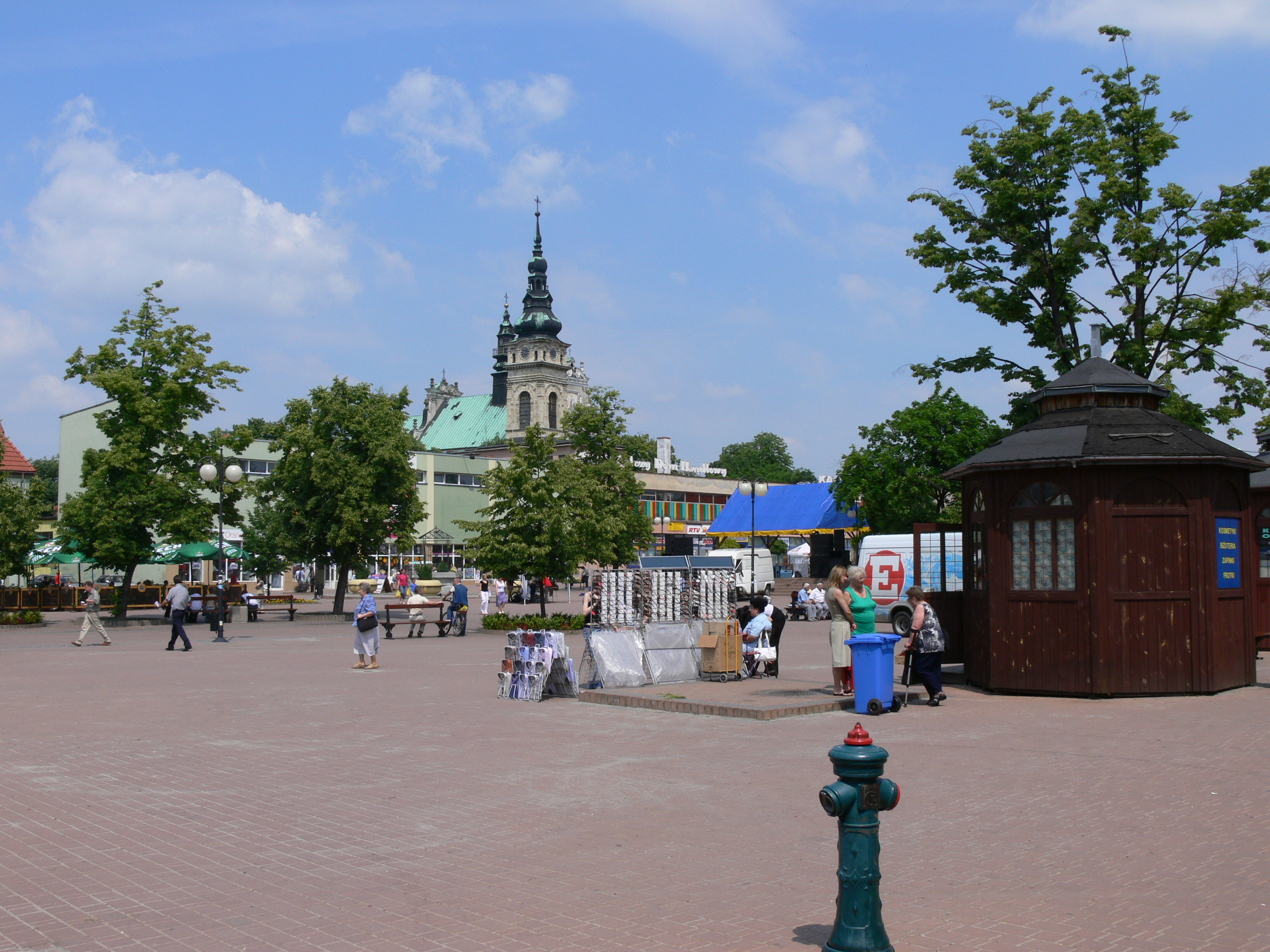
میدان اصلی
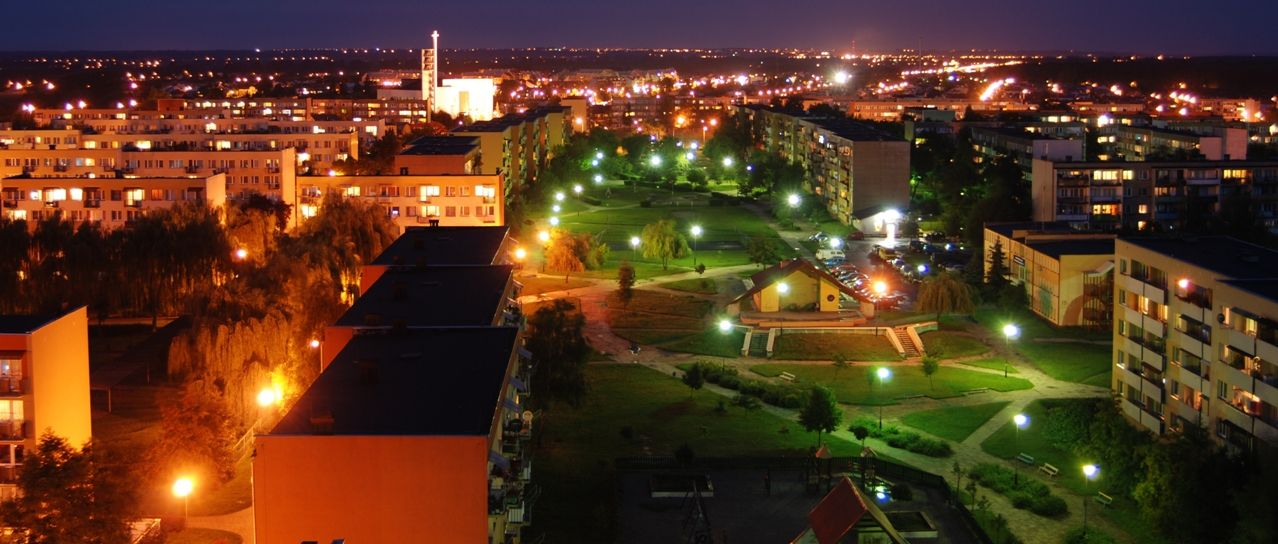
مسکن
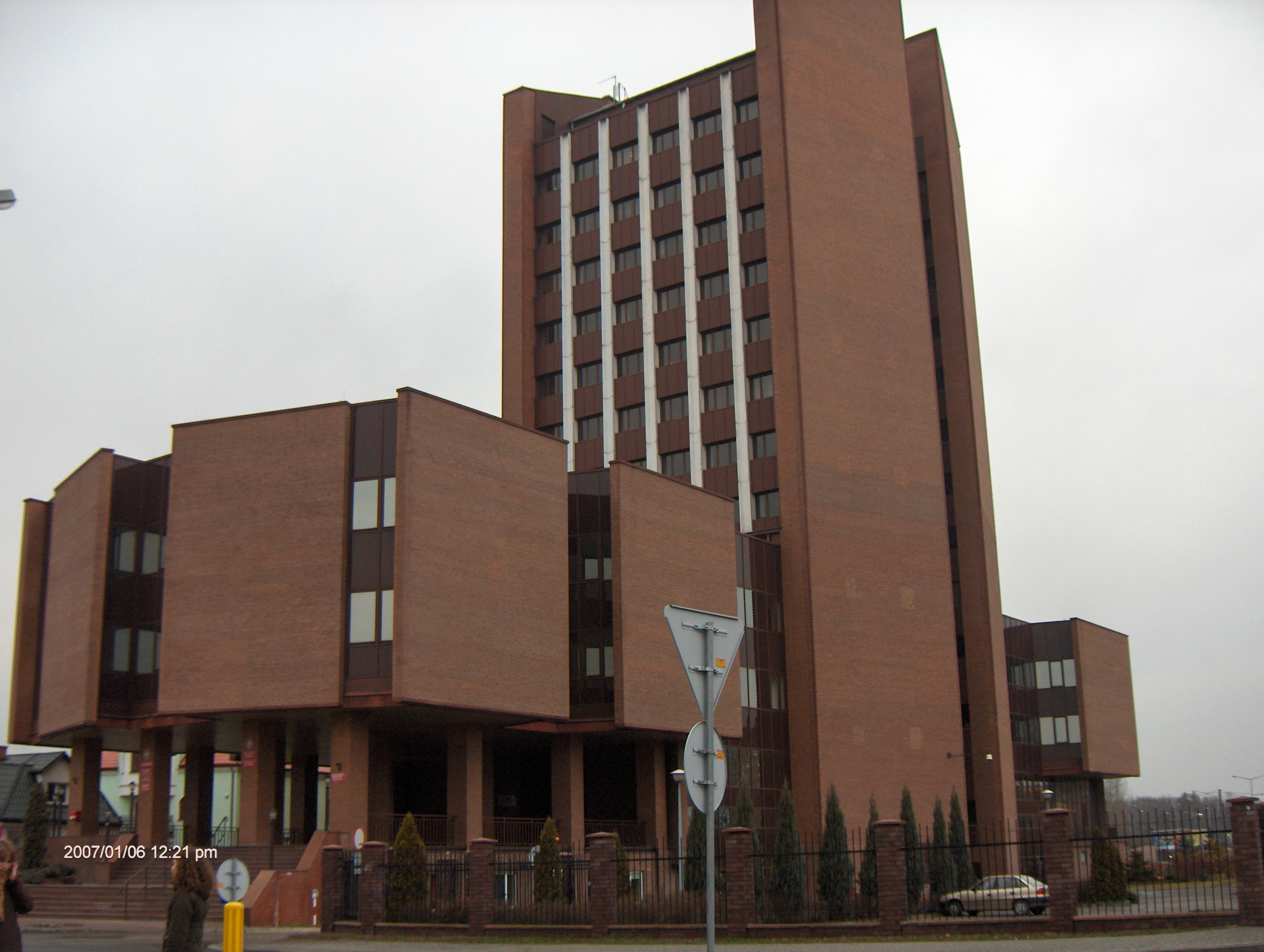
دادگاه
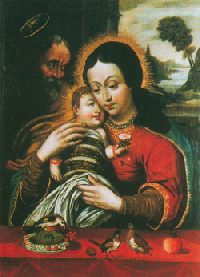
مریم
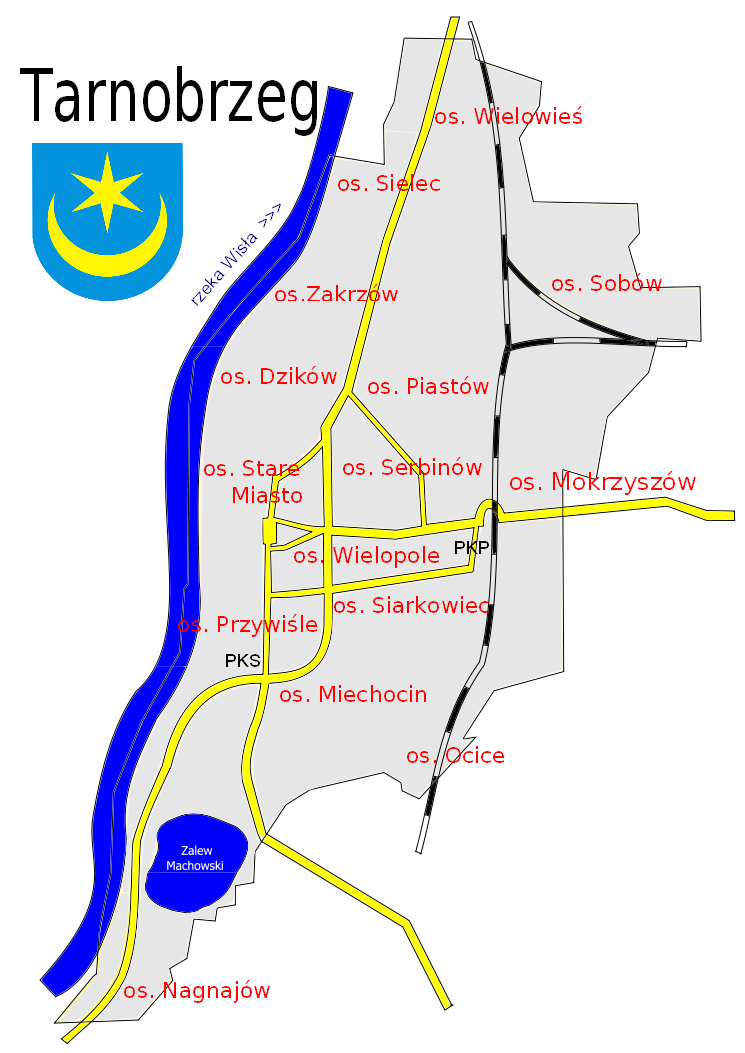
نقشه
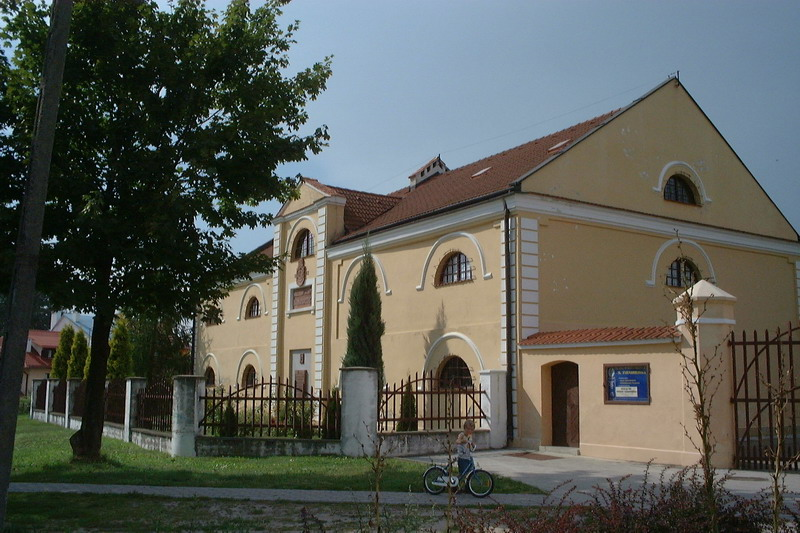
انبار غله
تاج
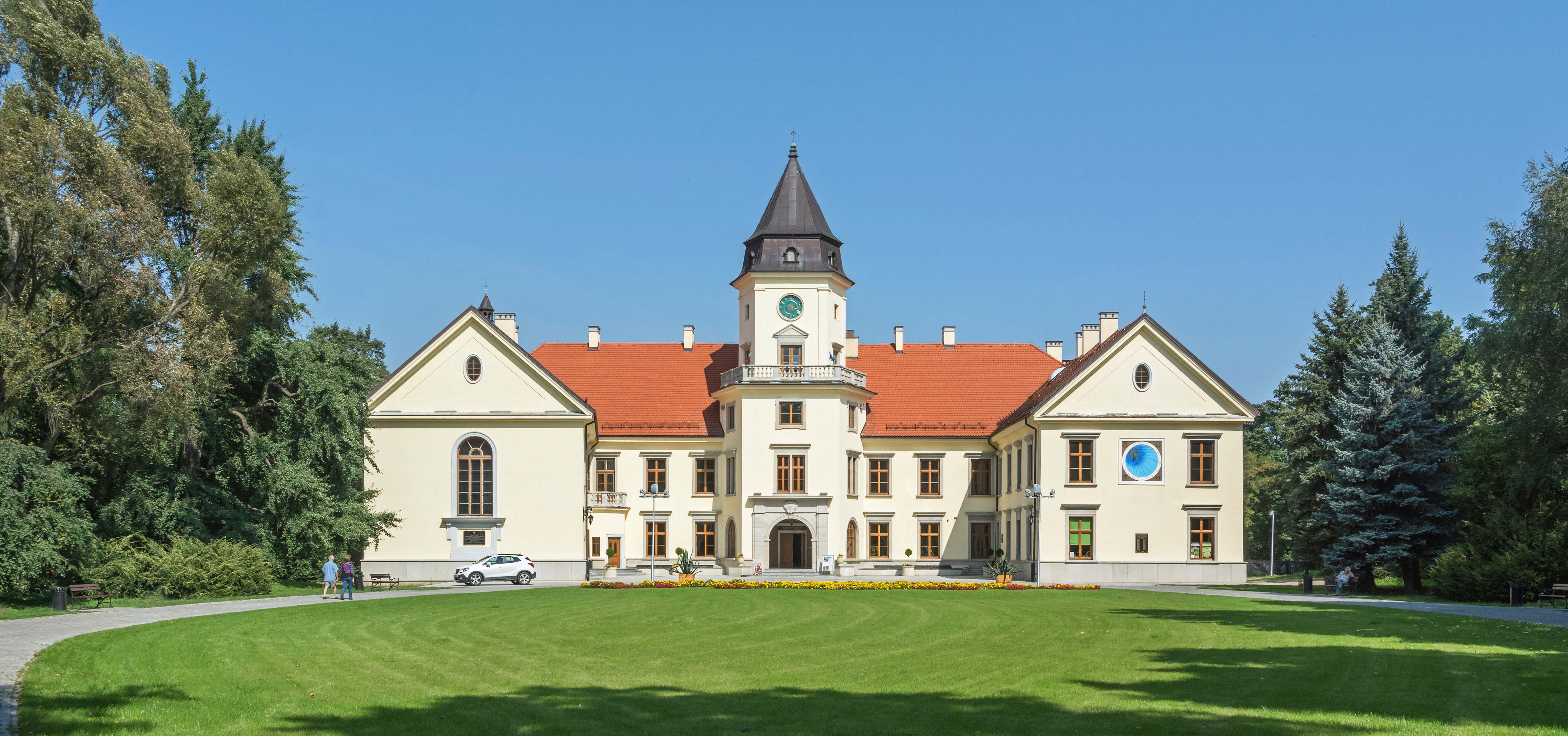
قفل